# 济北王墓
济北王墓，位于山东省济南市长清区归德镇双乳山村，距长清县城15公里，为西汉诸侯王墓，始建于天汉四年（前97年），广义的墓区包括双乳山汉墓、福禄山汉墓及东辛汉墓，其中双乳山汉墓墓主为济北国的最后一代王刘宽。该墓葬在20世纪70年代时因村民采石而逐渐暴露，其抢救性发掘始于1995年底，曾列入1996年“中国十大考古新发现”。作为1949年以来山东省考古发掘中唯一未遭盗掘的汉代王墓，济北王墓对于研究汉代陵寝制度、郡国史等具有较高的学术价值。

## 历史
刘宽于天汉四年（前97年）即位，在位11年，前87年，因与父亲刘胡（谥号式王）的王后和妾侍通奸，违背人伦，并借祭祖对汉武帝施行诅咒等事发，汉武帝欲将其押往都城问罪，刘宽闻讯后自杀，其后济北国也被废除，改为隶属于泰水郡的北安县。

## 建筑
济北王墓和王后墓均为依山为陵，并分别占据了东西两座山头，“双乳山汉墓”因此而得名。两座墓的形制结构基本一致，其主体墓室均为在山顶上开凿的竖穴岩坑，并带有一条斜坡墓道，呈“甲”字形，但王后墓规模略小。济北王墓座南朝北，墓室、墓道均设有二层台，形成外浅内深，外大内小的格局，底部设有北高南低的斜坡，墓室总深约22米。
种种迹象表明，济北王墓的修建尽管经历了十一年，但最终工程并没有完工，包括墓道、排水系统等均未完成，墓门亦临时使用石块堆建。由于刘宽为获罪自杀，其墓室未采用王室所流行的黄肠题凑，陪葬品中缺少玉衣、印章，并极少使用玉器。

## 出土文物
济北王墓出土的各类随葬品2000余件，包括铜器、玉器、铁器、漆器、陶器、钱币、车马器具及家畜家禽等，其中以玉覆面和玉枕最为精致，玉覆面由额、颐、腮、颊、颌、耳等部分组成，形象逼真，浑然一体，玉枕由9件玉片、3件玉板、2件玉虎头饰和竹板分三层组合而成，结构与工艺十分巧妙。以下为展出于山东省博物馆内的部分文物：

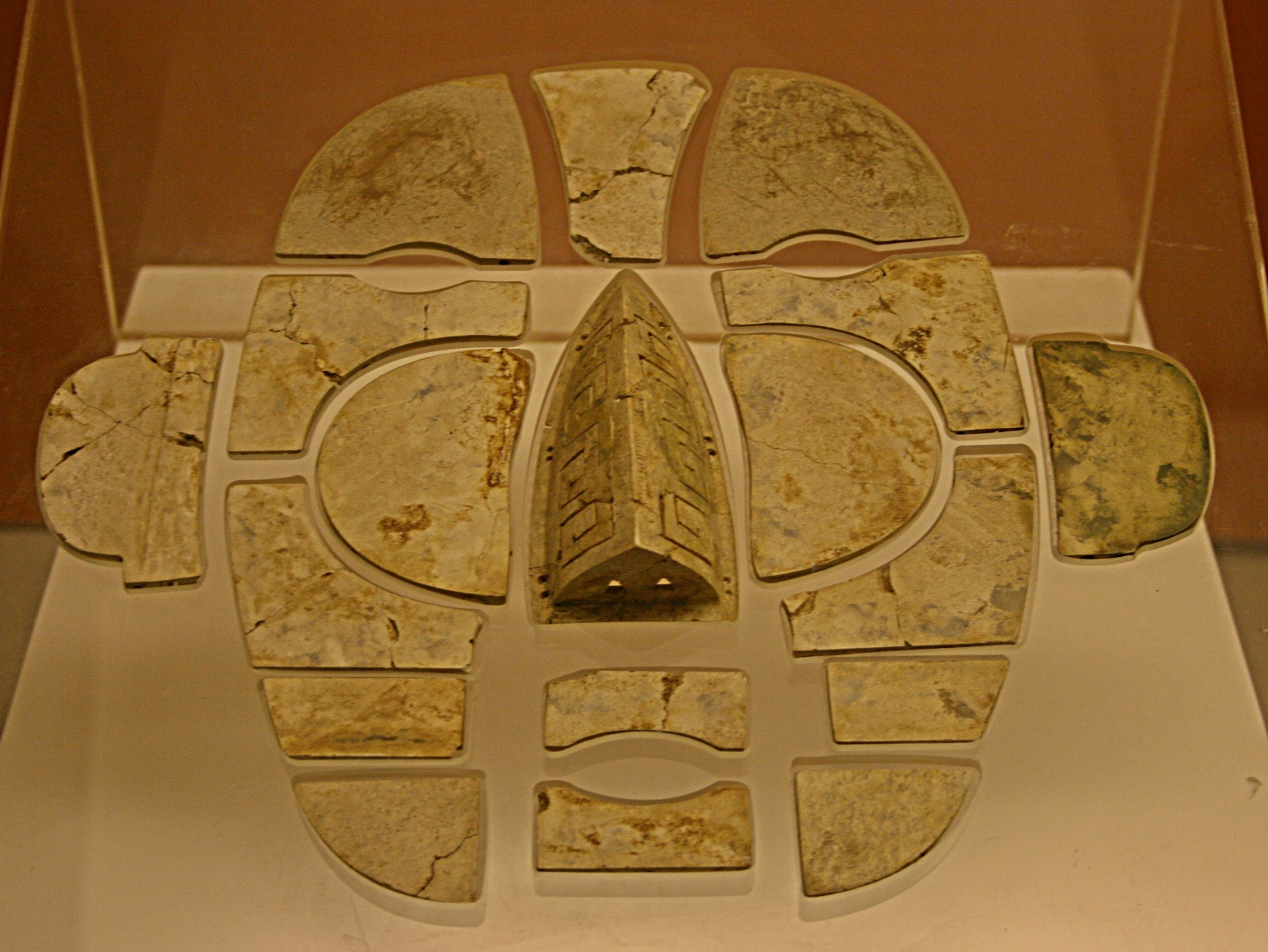
玉覆面
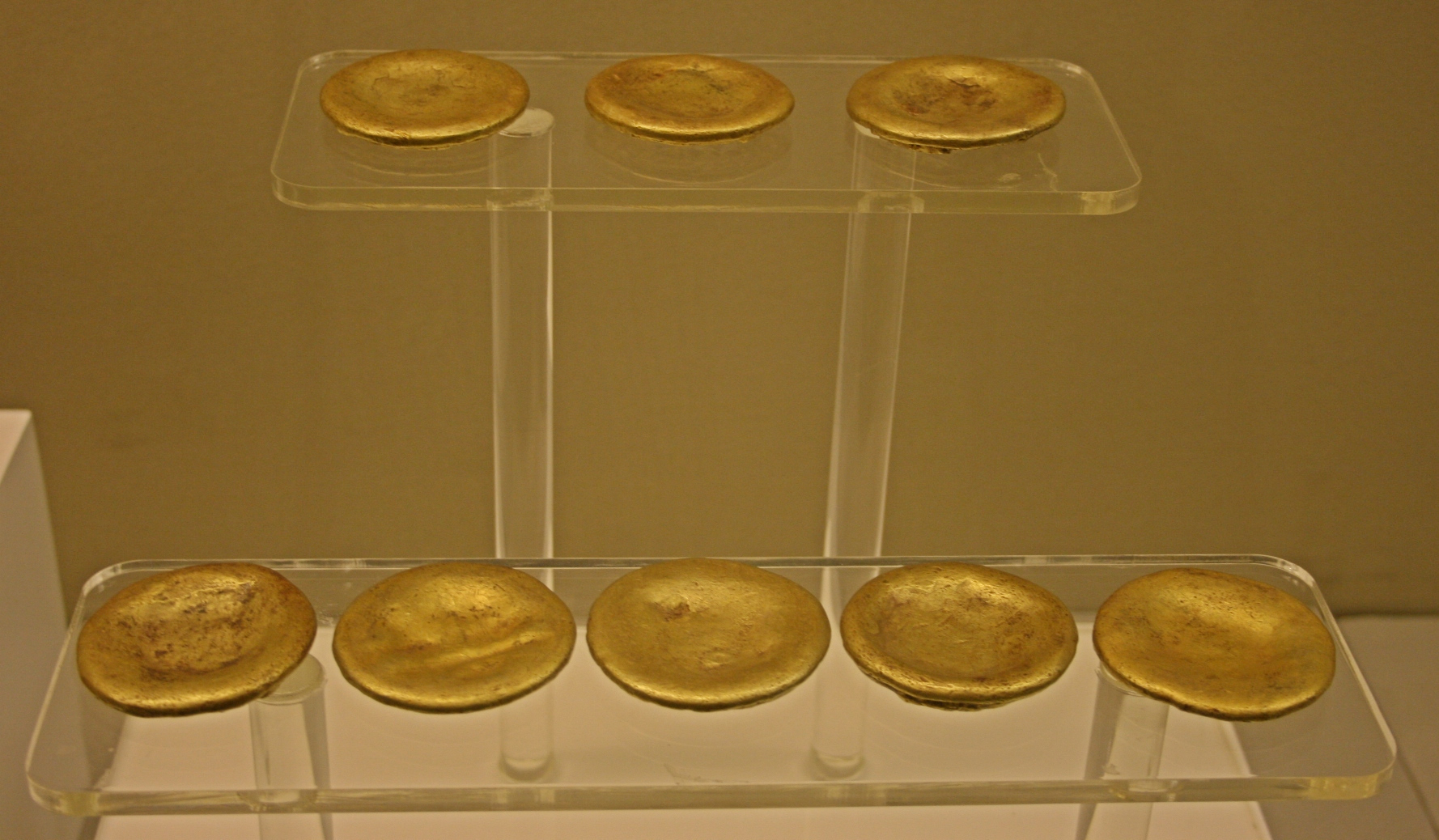
金饼
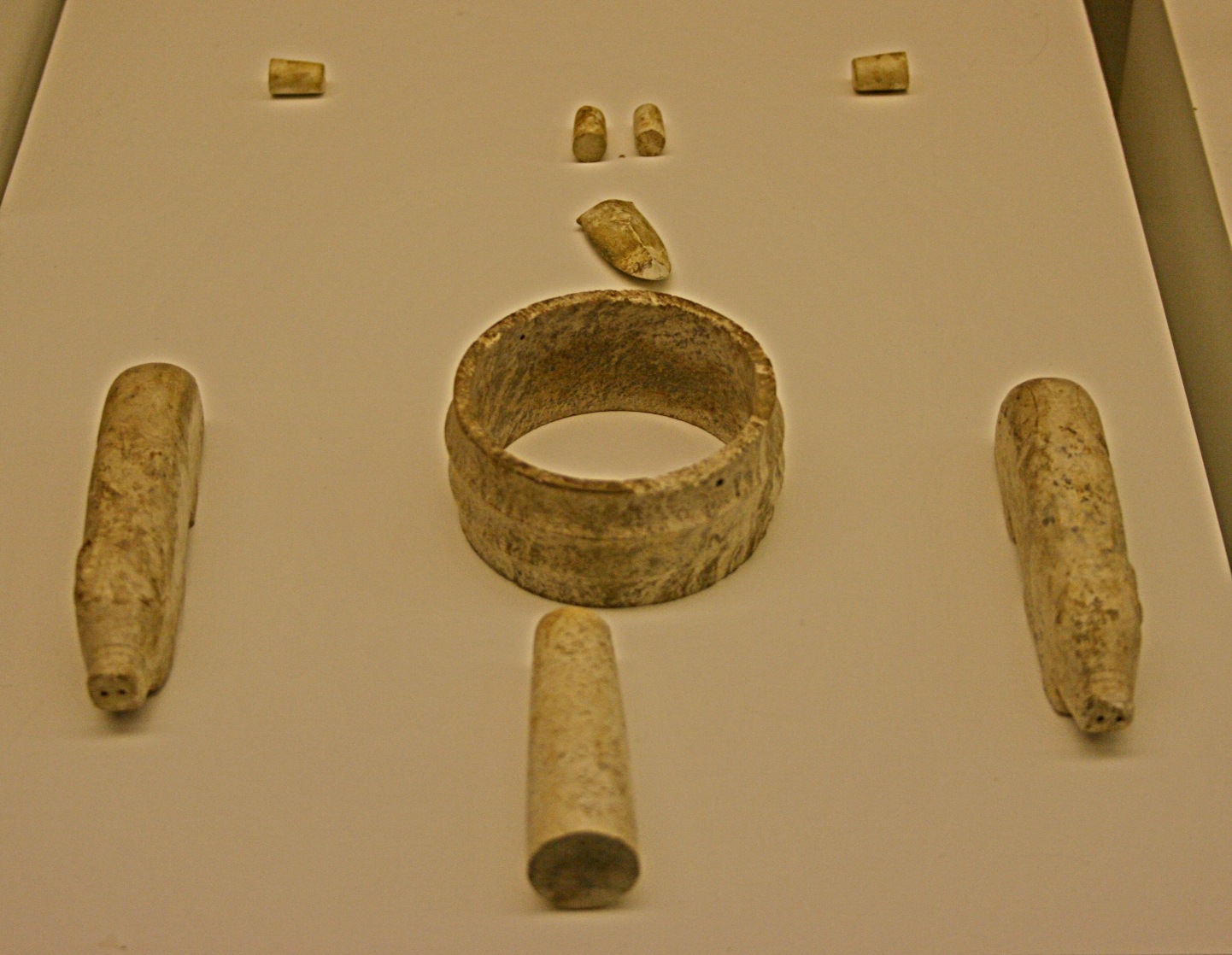
九窍塞
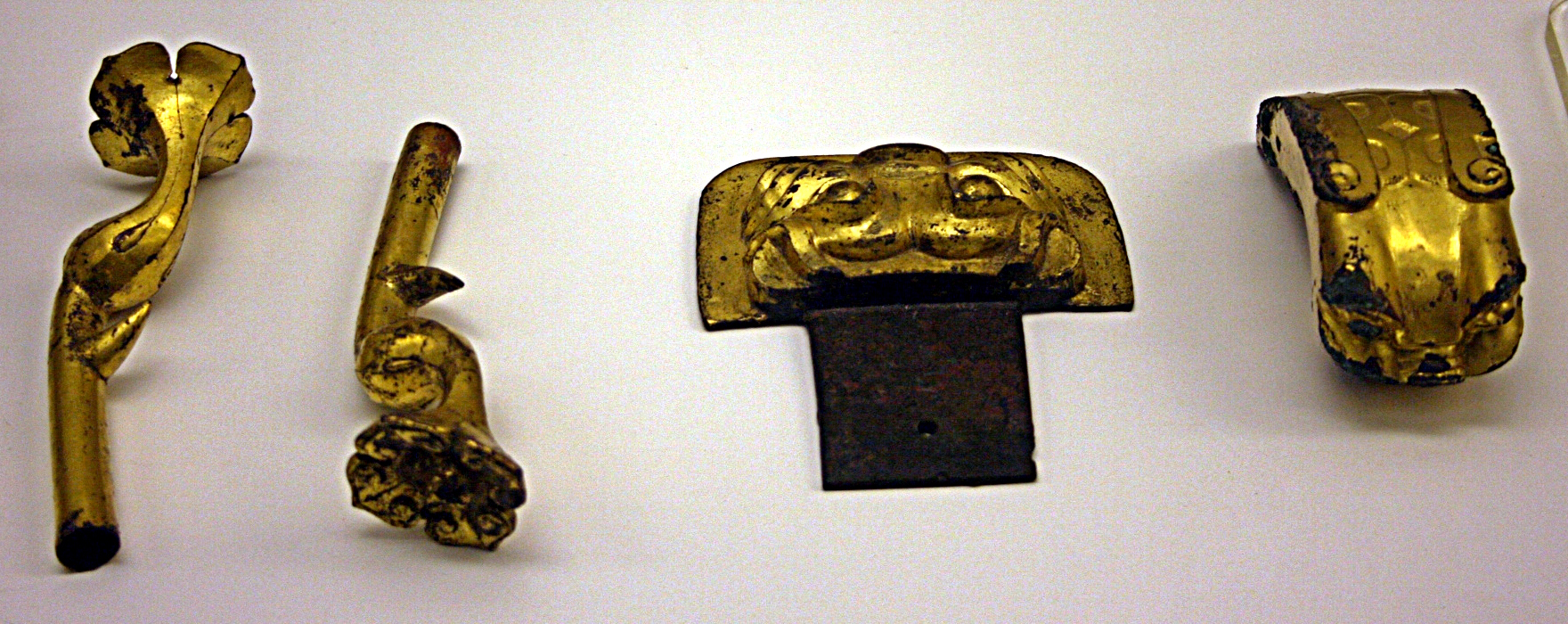
车马鎏金饰件